# 室宿增四
室宿增四（飛馬座61），又名BD+27 4521，HD 219477、SAO 91130、HR 8842，是飛馬座的一颗恒星，视星等为6.49，位于銀經98.56，銀緯-30.06，其B1900.0坐标为赤經23h 10m 53.1s，赤緯+27° -30.06′ 10″。